# 対魔忍RPG
『対魔忍RPG』（たいまにんアールピージー、NEAR FUTURE SHINOBI TAIMANIN STORIES）は、2018年9月25日にサービスが開始されたパソコン/スマートフォン向けアイテム課金（基本プレイ無料）制ソーシャルゲームである。
本作は、対魔忍シリーズの通算17作目であると同時に、対魔忍アサギ10周年記念作品の1つでもある。
本作は一般向けと成人向けの2タイトル制を採用しており、このうち全年齢版『対魔忍RPG』はDMM GAMESにて、18禁版『対魔忍RPGX』（たいまにんアールピージーエックス）はFANZAにて運営されている。
本項では一般向けを『RPG』、18禁バージョンを『RPGX』、総称を『RPGシリーズ』と略記し、特記事項を除いて『RPGX』の方を基準として解説する。
本作は再創造された『決戦アリーナ』の世界を舞台としており、特殊な能力を以て悪を成敗する忍者・対魔忍たちの戦いや日常生活がコミカルとシリアスを織り交ぜて描かれている。

## システム
本作ではウェーブ制（波状攻撃制）を採用しており、ウェーブ中に登場する敵キャラクターをすべて倒すと、次のウェーブに移行する。プレイヤーは最大5人までの部隊を編成することができる。このうち1人はリーダーであり、そのユニットが持つ「リーダースキル」の効果が部隊の他のユニットに反映される。また、この部隊に、他プレイヤーが用意したサポートユニットを1人加えることが出来る。各ウェーブでの戦闘はターン制で進行し、ターン開始時にアイテムの使用や自ユニットの行動を決定することが出来る。ゲームスタート時のチュートリアルガチャでユニットを手に入れた後は、時子をサポートユニットとして編成した部隊での戦闘に臨む。
本作はメインクエストと、日替わりのデイリークエスト、期間限定のイベントクエストの3種類に加え、アリーナが存在する。

### ユニット
ユニットには超人（赤）・魔性（青）・精神（緑）・自然（黄色）・科学（紫）の5種のいずれかが割り振られており、「超人は魔性に勝ち、魔性は精神に勝ち、精神は超人に勝つ」という三すくみ、「自然と科学は天敵同士」という相性の関係になっている。
すべてのユニットにはそれぞれ固有のヒットポイントとスキルポイントが設定されており、スキルポイントは敵を攻撃したり敵からの攻撃を受けたりすると貯まる。スキルポイントを消費することにより、スキルを発動させることができる。ユニットはスキルの書で強化することができるほか、同一ユニットで強化させるとスキルレベルやアイテムドロップ率が上がるラックが上昇する。
ユニットのレアリティは低い順から「N」→「R」→「HR」→「SR」→「UR」→「LR」の6種がある。このうち、R以上のユニットは覚醒素材を消費して2段階まで覚醒することができるうえ、一度覚醒するたびにレアリティが1段階上がる。このため、URとLRのユニットの入手方法は、ユニットの覚醒に限定される。また、後述するイベントクエストの報酬として配布されるユニットは、「神秘の至宝」という専用の覚醒素材を用いることにより、覚醒させることができる。さらに、覚醒させるごとに新たなスキルや必殺技などを覚えていき、覚醒によってユニットの性能が変わる場合がある。
R以上のユニットには信頼度が割り当てられており、信頼度が一定値に達すると装着できる装備の数が増えるほか、『RPGX』では信頼度が一定値に達すると「回想」（Hシーン）が開放される。また、『RPGX』では信頼度が最大値に達するとユニットのポートレートを性的なものに変更できる。

### メインクエスト
メインクエストは4つのチャプターで構成されており、基本的に1つのチャプターは3つのウェーブから構成されている。また、チャプターの最終セクションの最終ウェーブではボスキャラクターが登場する。チャプターの初級のセクションをすべてをクリアすると中級が解放され、中級のセクションをすべてクリアすると上級が解放される。また、初級をクリアしたクエストのセクションを再プレイすると、そのクエストのボスキャラクターがレイドボスとして登場する場合がある。

### イベントクエスト
イベントクエストはストーリーイベント・ レイドイベント・ マップイベント・新ユニット体験クエストの4つに大分される。このうち、ストーリーイベントは、5つのイベントクエストをクリアして得られる専用ミニチケットと引き換えに、専用ボックスガチャを回して限定ユニットを手に入れるという仕組みである。後述するレイドイベントとマップイベントのシナリオはプロローグとエピローグだけで構成されるのに対し、ストーリーイベントは各クエストの前後にシナリオが挿入されるため、これら2種類のイベントよりもシナリオの分量が大きい。レイドイベントは、初級から上級までのイベントをクリアして得られる挑戦券を消費してレイドボスに挑む仕組みとなっており、レイドボスを倒すと3種類の証のメダルを手に入れることが可能であり、限定ユニットは一定数のメダルと交換して手に入れる。マップイベントはマップ上の駒を動かしてアイテムを得たり敵と戦うすごろく形式のイベントであり、イベントミッションの条件を満たすと報酬が手に入る。2019年4月に追加された新ユニット体験クエストは、追加されたばかりのユニットで1ウェーブ分の敵を倒す内容となっている。基本的には新ユニット1人で敵を倒していくが、当該ユニットが味方に作用するスキルを有している場合は、別のユニットが味方として登場する。

### アリーナ
アリーナは、フロアにいる敵をすべて倒して最上階まで進む仕組みのコンテンツであり、各フロアには初回クリア報酬が用意されている。
アリーナは上級者向けコンテンツという位置づけであり、フロア内の敵が強いことに加え、サポートユニットやコンティニューの使用は出来ない。

## 世界観・設定

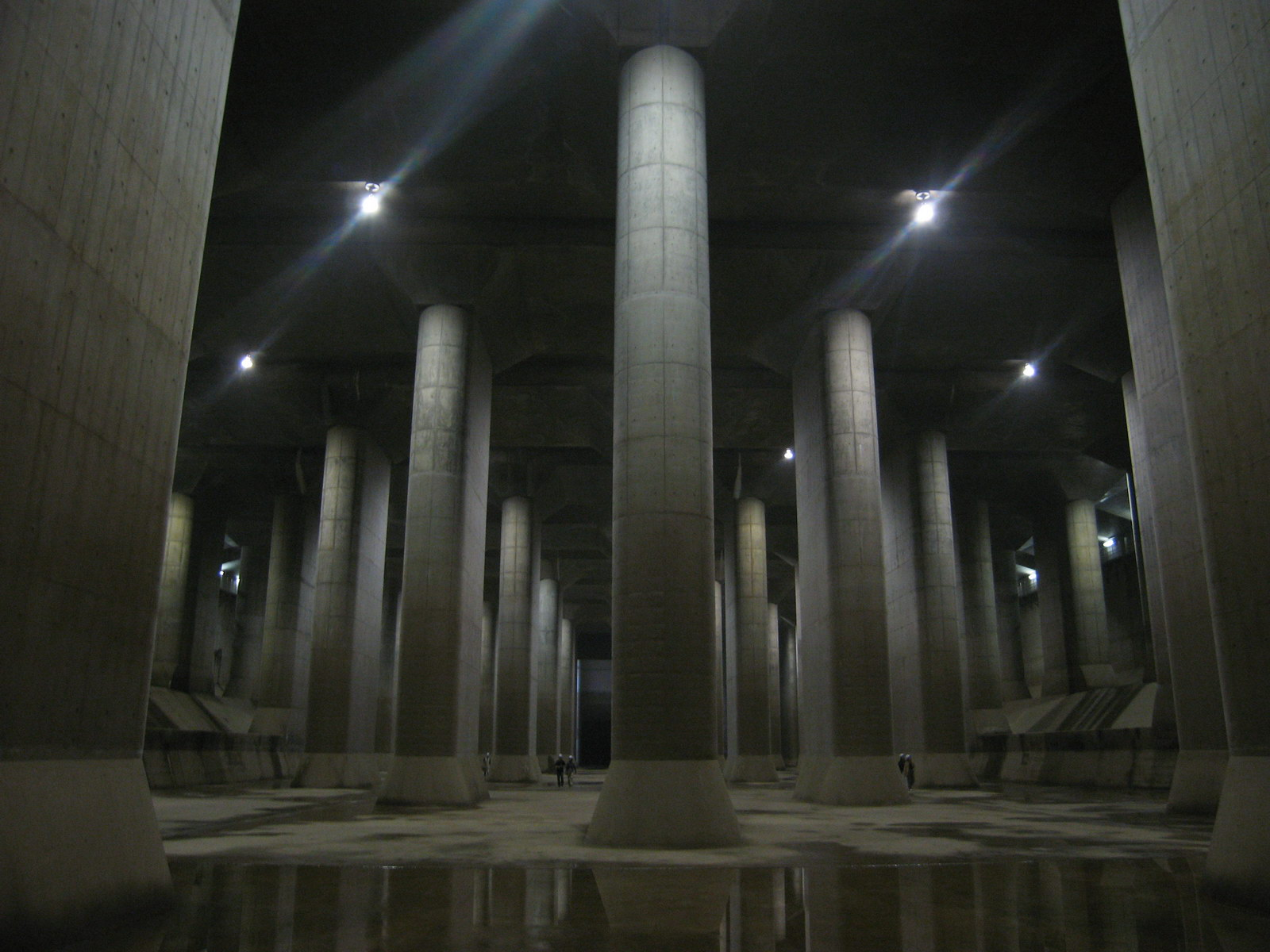
ノマドの事実上の本拠地ヨミハラは、首都圏外郭放水路にある

本作は再創造された『決戦アリーナ』の世界を舞台とするが、主人公のふうま小太郎をはじめ、『決戦アリーナ』を初出とするキャラクターの一部は設定が変更されている。

### 対魔忍
本作における対魔忍は、内務省公共安全庁調査第三部〈セクションスリー〉の管轄にある、忍者達の組織の名前であると同時に、この組織に属する忍者達を指す。対魔忍は忍法という特殊能力に覚醒した者しかなることができず、親が対魔忍であっても、子が忍法に覚醒しない限り、子は対魔忍になることはできない。
対魔忍は大昔に魔界から人間界に来た吸血鬼と人間の混血によって生まれた者たちの末裔であり、忍法は吸血鬼の血に由来する能力である。
これまで対魔忍たちは、自分たちの里で暮らしていたが、近未来に入り、魔族の人間界進出が社会問題化したことから、日本政府は日本全国にいる対魔忍たちを関東にある五車町に集め、内務省公共安全庁調査第三部〈セクションスリー〉の一部門として組織した。
一方で、対魔忍たちはそれぞれの里の間で対立しており、対魔忍のリーダーである対魔忍隊長（対魔忍総隊長）の座を狙った派閥争いがおきている。また、対魔忍の存在は政府が秘匿しているため、社会的には認知されていない。
これとは別に、魎魔忍という魔界に渡った忍者の末裔もおり、忍法だけでなく、魔術で駆動する道具・魔装具も使う。

### 米連
アメリカ及び太平洋諸国連邦は、南北アメリカ大陸および東南アジア、台湾、朝鮮半島の一部地域を統括する巨大国家であり、本項では通称名の米連と呼称する。
米連の政府機関の一つである特務機関Gは、サイボーグやドローンの研究・開発・運用において、魔界由来の技術を用いている。また、魔族とつながりがあるほか、日本にも関係者を送り込んでいる。
基本的にGは親ノマド派だが、メインクエスト・チャプター47「The Resurrection」では、ノマドの重鎮の一人イングリッドの暗殺計画に加担している。

### 魔界
本作における魔族は、魔界における知的な生物のことを指す。
魔界の生物の多くは、魔力を有しており、攻撃だけでなく、物理的攻撃からの防御にも役立てている。このため、古来より魔界の生物が人間界に来た際は、相当する力を持つ対魔忍たちが成敗していた。
また、人間界に進出した魔族の多くは、人間界の中でも治安の悪い地域に固まって住んでいるため、魔族の存在を知っている人間は多くても、魔族を実際に見たという人間は少ない。
魔界出身の勢力としては、リリムやミーティアのいる淫魔族や、フランシスの出身である鬼族などがあり、種族単位で行動することが多い。
吸血鬼エドウィン・ブラック率いる犯罪結社ノマドはその例外であり、様々な種族が混在している。また、コングロマリットとしてのノマドの本社は米連にあるが、関東地下にある魔界の門のそばに犯罪都市・ヨミハラを築いているため、ヨミハラが事実上の本拠地である。

### 作中における日本
本作における日本には軍が存在する一方、首相直属の部隊である神田旅団は、その独立性の高さから非合法の活動をメインとしており、Gともつながりがある。
人間と魔界は「門」（以下：魔界の門）でつながっており、日本国内に複数確認されていることから、魔界出身の勢力が金儲けに使っている。

### 並行世界
本作では、人間界と魔界に加え、並行世界の未来も舞台として登場する。メインクエスト・チャプター28「雷神の対魔忍」にて登場したこの世界は、次元侵略者ことブレインフレイヤーのアルサールによって征服されており、レジスタンスが抵抗を続けている状態である。

## 開発

### 企画・シナリオ
本作の企画は、決戦アリーナの時から存在していた。
本作の世界観および時系列については、『アサギ3』から『アサギZERO』という順序に合わせ、『決戦アリーナ』の後の世界に定められた。
原作者・笹山逸刀斎はメインクエストとイベントクエストのプロットおよび一部キャラクターの回想イベント（Hシーン）の制作にとどまり、各クエストのシナリオ執筆はそのだまさき、飯田和彦、里見ヨシカの3人から構成されたライターチームが担った。
また、本作のシナリオ執筆に当たっては、対魔忍の世界をより深く掘り下げるために、群像劇の手法が用いられている。開発チームは目標とする『うる星やつら』や『機動警察パトレイバー』にならい、一話完結式のコメディとより大きなスパンで進行するストーリーアークを並行させるという手法を取り入れた。このため、一部のシナリオでは小太郎以外の特定の人物に焦点を当てたものや小太郎以外の人物を主人公に据えたものが存在しており、たとえばメインシナリオのチャプター13「ゆきかぜの家いったことある？」はゆきかぜの一面や生活環境を描いた内容となっている。

### 音楽
本作のオープニングテーマとして用いられた楽曲「THE LIGHT」は、Ruyが歌唱し、六弦A助が作詞曲および編曲のすべてを手掛けている。

## 反響
本作はサービス開始直後から注目されており、スマートフォン向けアプリのレビューサイト・アプリゲット内のレビュー記事のページビュー数ランキングにおいて、2018年9月21日から27日の週に3位にランクインした。また、同サイトにおける2018年のAndroid向け無料スマホゲームアプリの人気ランキングでは92位にランクインした。
さらに、2018年11月16日には、Twitterフォロワー数15,000人突破および30万人突破記念したキャンペーンが行われたほか、2019年7月25日には、登録者数77万人突破を記念したキャンペーンが行われた。

### 評価
アプリゲットのむらさきは、スマートフォンでも簡単にコマンドが設定でき、原作がアダルトゲームであることを抜きにしても「普通のRPGとして楽しめる」と評価した。
ASCIIの阿部は、一般版と18禁版のデータに互換性がある事や、一般版でもキャラクターの魅力を楽しめることについて言及し、「通常はR18版の『対魔忍RPGX』でプレイして、アダルトシーンに気をつけなくてはいけないときは一般版の『対魔忍RPG』でプレイするなど、切り分けて使うのもよいかもしれない。今までのシリーズを知っている人も、これが初めての対魔忍という人も、ぜひ「対魔忍RPGX」をプレイしてみてはいかがだろうか？」と締めくくっている。また、阿部は、本作の戦闘システムについて、シンプルながらも奥深いと評価している。

## 参考資料
- キャラクターコンテンツ編集部 編『対魔忍RPGX キャラクターコレクション（TECHGIAN STYLE）』KADOKAWA、2020年9月28日。ISBN 4-04736-411-8。
  - 「原作者・笹山逸刀斎 インタビュー」、268-269頁。